# Sungwadia
Le sungwadia [suŋʷaⁿdia] (ou sun̄wadia, sunwadia, marino, maewo du nord, naone), est une langue océanienne parlée par environ 500 personnes en 2008, dans le nord de l'île de Maewo, au Vanuatu. 